# HD 17156
HD 17156 es una estrella perteneciente a la constelación de Casiopea, que tiene al menos un planeta extrasolar orbitándola. Basado en su magnitud absoluta de 3.70 y su tipo espectral G0, es una estrella subgigante, lo que significa que la estrella es más caliente que el Sol, y ha casi consumido la totalidad del hidrógeno de su núcleo estelar. Su magnitud aparente es 8.17, por o que no puede ser observada a ojo desnudo, pero puede ser divisada utilizando binoculares Se encuentra a 255.19 años luz de nuestro sol.
Es 20% más masiva que nuestro sol, y su radio es un 47% mayor. basado en observaciones de su cromósfera, se cree que es 110 millones de años más vieja que el Sol.
Es la primera estrella de la constelación de Casiopea que posee un planeta extrasolar, HD 17156b, que fue descubierto en 2007.
| Planetas (en orden desde la estrella) | Masa (M⊕)     | Semieje mayor (UA) | Período orbital (días) | Excentricidad   | Radio |
| ------------------------------------- | ------------- | ------------------ | ---------------------- | --------------- | ----- |
| b                                     | 3.191 ± 0.033 | 0.16243            | 21.2163979 ± 0.0000159 | 0.6768 ± 0.0034 | --    |
| c (por confirmar)                     | 0.063         | 0.481              | 111.314                | 0.136           | --    |